# روکافورتزاتا
روکافورتزاتا (به ایتالیایی: Roccaforzata) یک کومونه در ایتالیا است که در استان تارانتو واقع شده‌است. روکافورتزاتا ۵ کیلومتر مربع مساحت و ۱٬۸۲۳ نفر جمعیت دارد و ۱۴۵ متر بالاتر از سطح دریا واقع شده‌است.